# Dobroyd Point
Dobroyd Point är en udde i Australien. Den ligger i kommunen Ashfield och delstaten New South Wales, i den sydöstra delen av landet, nära delstatshuvudstaden Sydney.
Runt Dobroyd Point är det mycket tätbefolkat, med 3 895 invånare per kvadratkilometer.. Närmaste större samhälle är Sydney, nära Dobroyd Point. 
Runt Dobroyd Point är det i huvudsak tätbebyggt. Genomsnittlig årsnederbörd är 1 380 millimeter. Den regnigaste månaden är februari, med i genomsnitt 200 mm nederbörd, och den torraste är juli, med 36 mm nederbörd.